# 本城直季
本城 直季（ほんじょう なおき、1978年1月28日 - ）は、日本の写真家。東京都生まれ。東京工芸大学芸術学部写真学科卒業、同大学院芸術学研究科メディアアート専攻修了。
大判カメラのアオリ（ティルト）を利用して擬似的に被写界深度の浅い写真を撮り、実際の風景や人物などをミニチュア・ジオラマのように見せる手法で知られる。
2004年度写真新世紀佳作。「small planet」で2006年度木村伊兵衛賞を受賞。

## 作品リスト
- small planet（2006年、リトル・モア）

## 表紙
- 真夜中の五分前―five minutes to tomorrow side-A・side-B（新潮社、本多孝好）2004年10月発行
- モドキ（角川書店、ほしおさなえ）　2006年4月発行
- フルサト（ビクターエンタテインメント、夏川りみ）　2007年2月発売
- 家日和（集英社、奥田英朗）　2007年4月発行
- DSJ -消える町-（宝島社、ふかわりょう）　2007年5月発行